# Avaleresses Point du jour
Les avaleresses Point du jour de la Société Desaubois sont un ancien charbonnage non exploité du bassin minier du Nord-Pas-de-Calais, situé à Fresnes-sur-Escaut. Les travaux commencent en 1716, la même année que les fosses du Moulin et Ponchelet, et toutes trois sont abandonnées l'année suivante à cause des venues d'eau qui n'ont pas pu être épuisées. La société creuse la fosse Jeanne Colard en 1718, et celle-ci permettra de découvrir la houille le 3 février 1720. Les avaleresses sont la première fosse du bassin minier, en dehors du Boulonnais.
Au début du XXIe siècle, Charbonnages de France ne matérialise pas les têtes des avaleresses, mais installe une borne pour l'une des deux. Leur emplacement est approximatif. L'une d'elles est située sur le parking d'un garage automobile.

## La fosse
Jean-Jacques Desandrouin et Pierre Taffin commencent à rechercher de la houille en 1716. Ils fondent la Société Desaubois avec Pierre Desandrouin-Desnoëlles, qui a besoin de charbon pour faire fonctionner sa verrerie de Fresnes-sur-Escaut, Jacques Richard et Nicolas Desaubois, la société prenant le nom de ce dernier. 

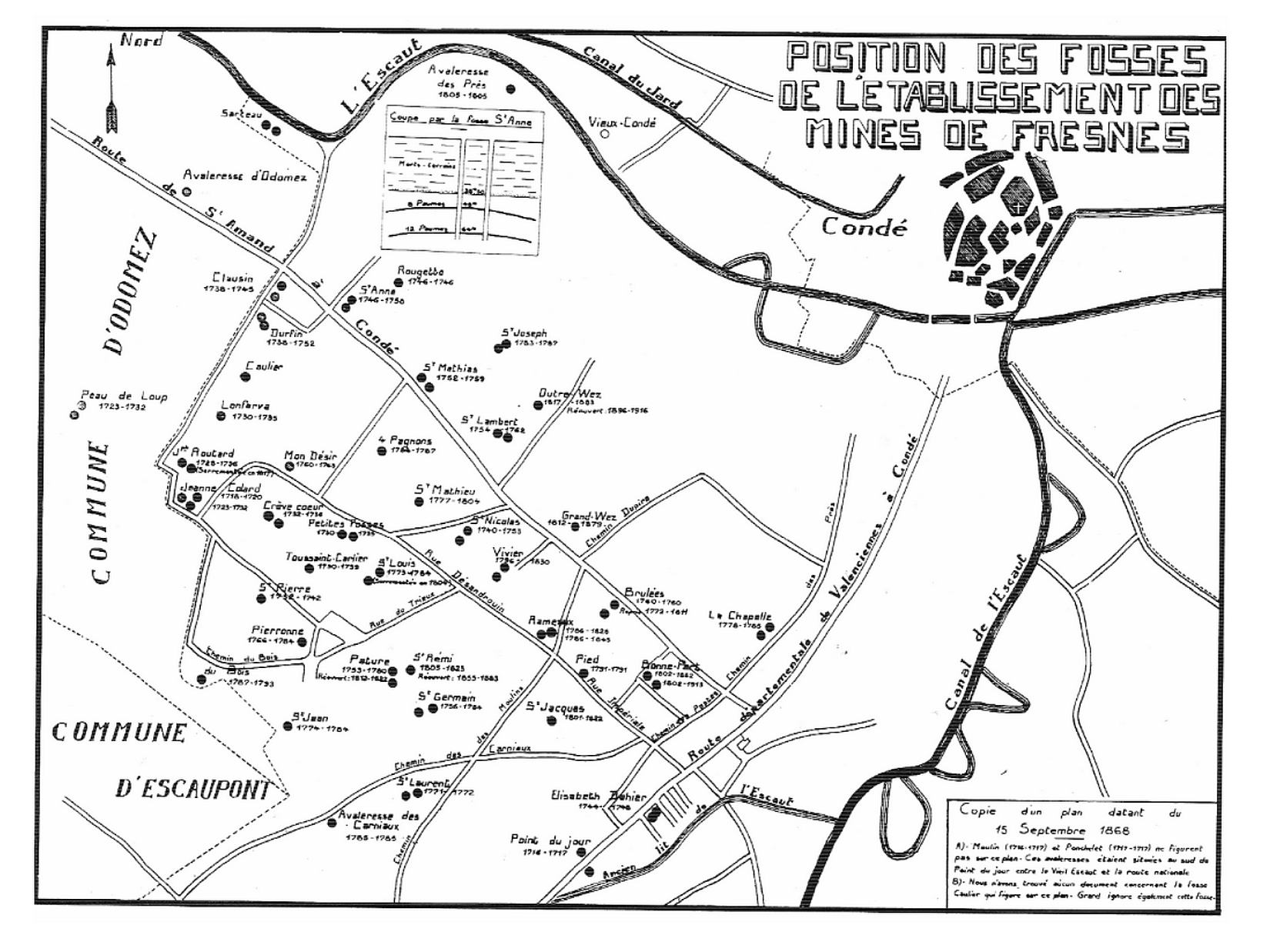
Les puits ouverts à Fresnes et dans les environs.

Jacques Mathieu est l'ingénieur qui dirige les travaux des houillères que Jean-Jacques Desandrouin possède à Lodelinsart, près de Charleroi. Il part de cette commune le 18 juillet 1716 avec sa famille et vingt jeunes gens engagés pour un an par Jean-Jacques Desandrouin.
Cette année 1716, trois fosses, comportant chacune deux puits sont commencées : Point du jour, Le Moulin et Ponchelet.

### Fonçage
Le fonçage de ces deux puits est entrepris sur le territoire de Fresnes-sur-Escaut, le long de la route reliant Valenciennes à Condé-sur-l'Escaut, en même temps que les deux autres fosses situées quant à elles à Escautpont. Les puits prennent le nom du lieudit dans lequel ils sont creusés : Point du jour.
Ces deux puits ne présentent a priori pas de différenciation dans leur dénomination. L'un d'eau est situé juste au nord de la route, l'autre est situé au sud, à une trentaine de mètres au sud-sud-est du précédent puits.

### Abandon
Les deux avaleresses sont abandonnées en 1717. Celle du sud avait une profondeur de 55 mètres, et aucun accrochage n'y a été aménagé.
Finalement, la société a abandonné les six puits qu'elle a entrepris dans le niveau des eaux à cause des sources qui les remplissent malgré les machines dont on se sert pour les épuiser. Elle entreprend dès 1718 la fosse Jeanne Colard, où la houille est découverte le 3 février 1720.

### Reconversion
Au début du XXIe siècle, Charbonnages de France implante une stèle pour indiquer l'emplacement de l'avaleresse située au sud, mais rien pour celle située au nord. L'emplacement exact des puits n'est pas sûr, c'est pour cela que le puits sud a une zone d'incertitude de positionnement de trente mètres. Le BRGM y effectue des inspections chaque année. L'avaleresse située au sud doit se trouver sous le parking d'un garage automobile.

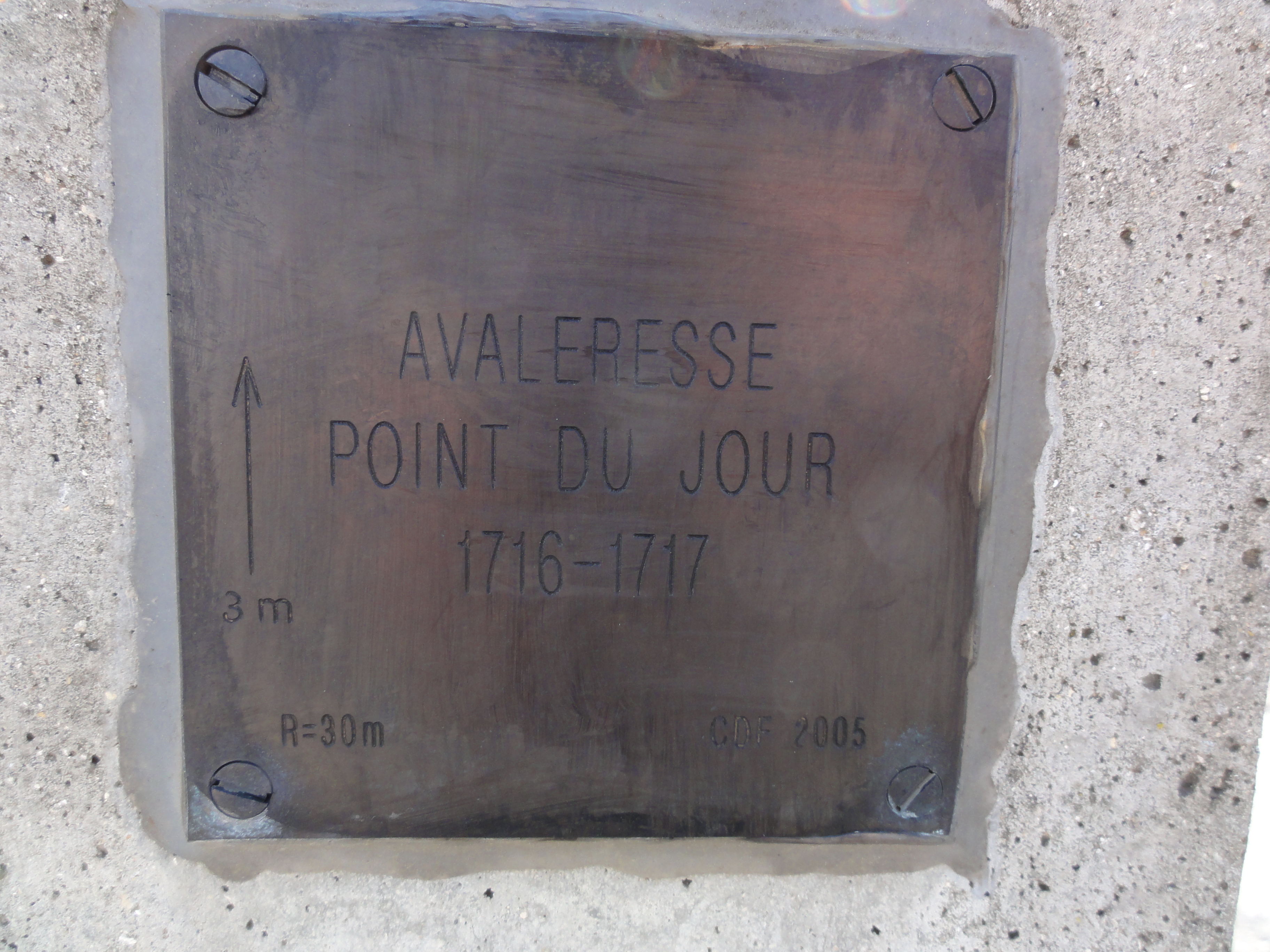
« Avaleresse Point du jour, 1716-1717 ».
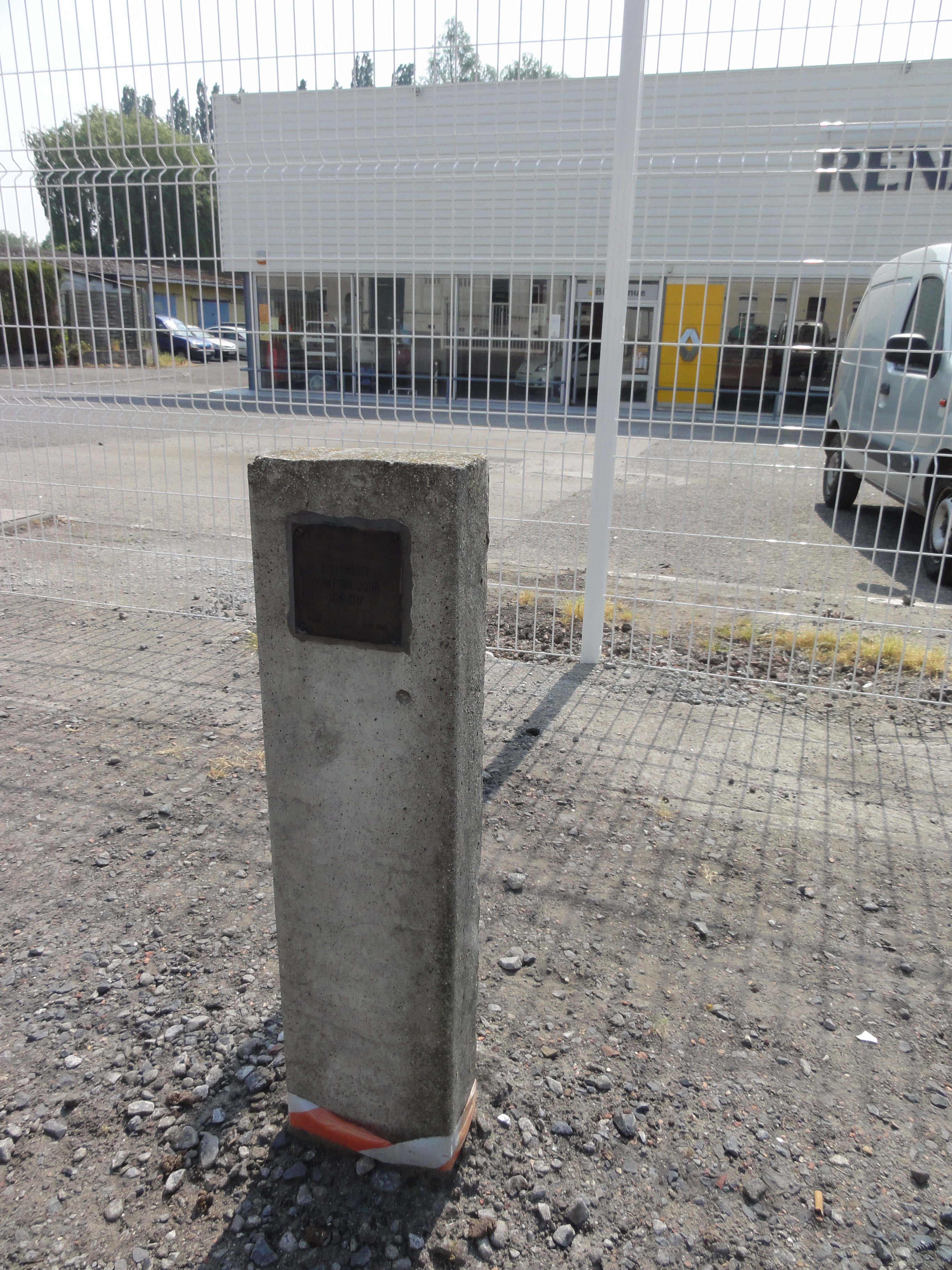
La borne.
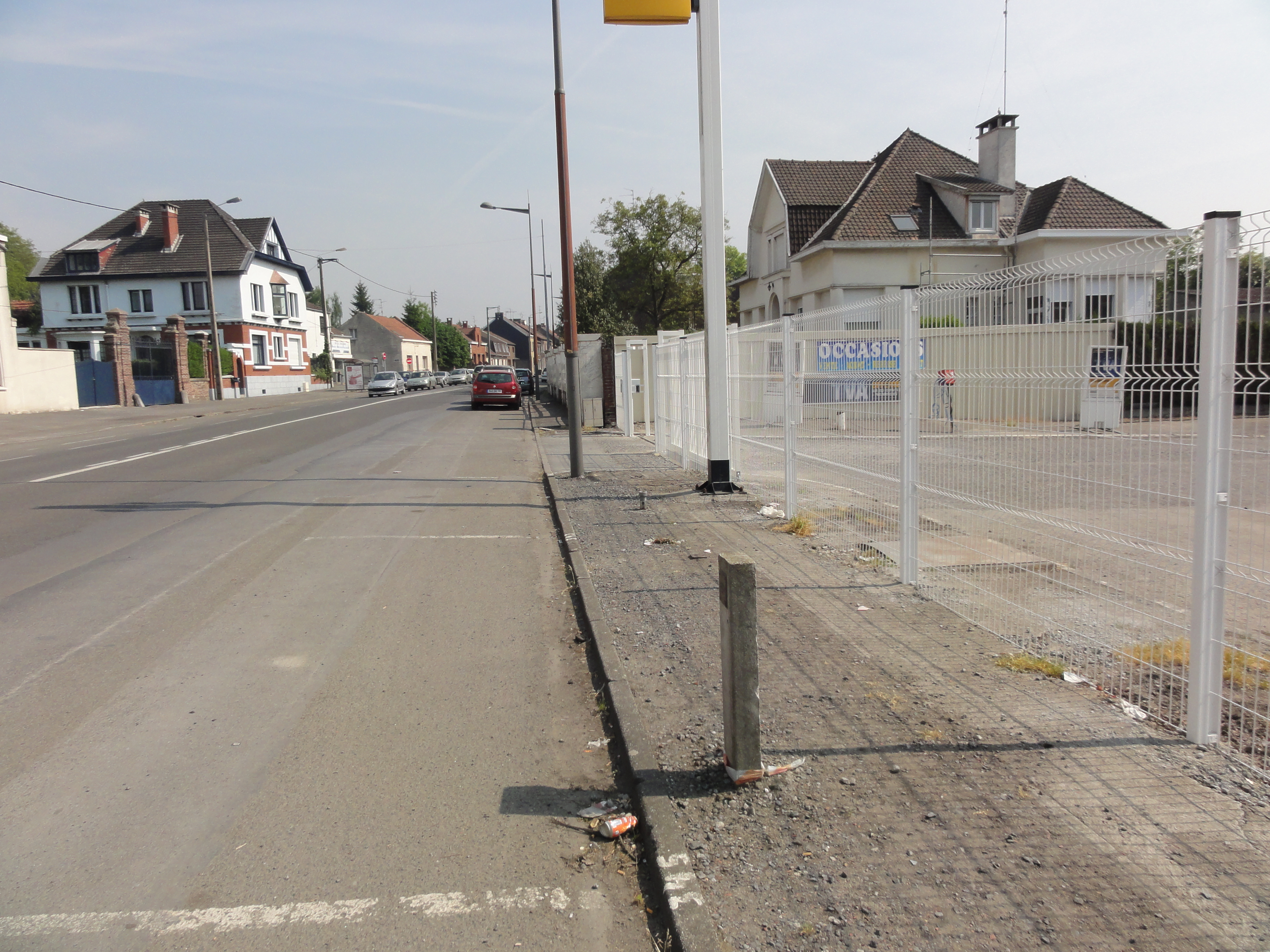
La borne dans son environnement.
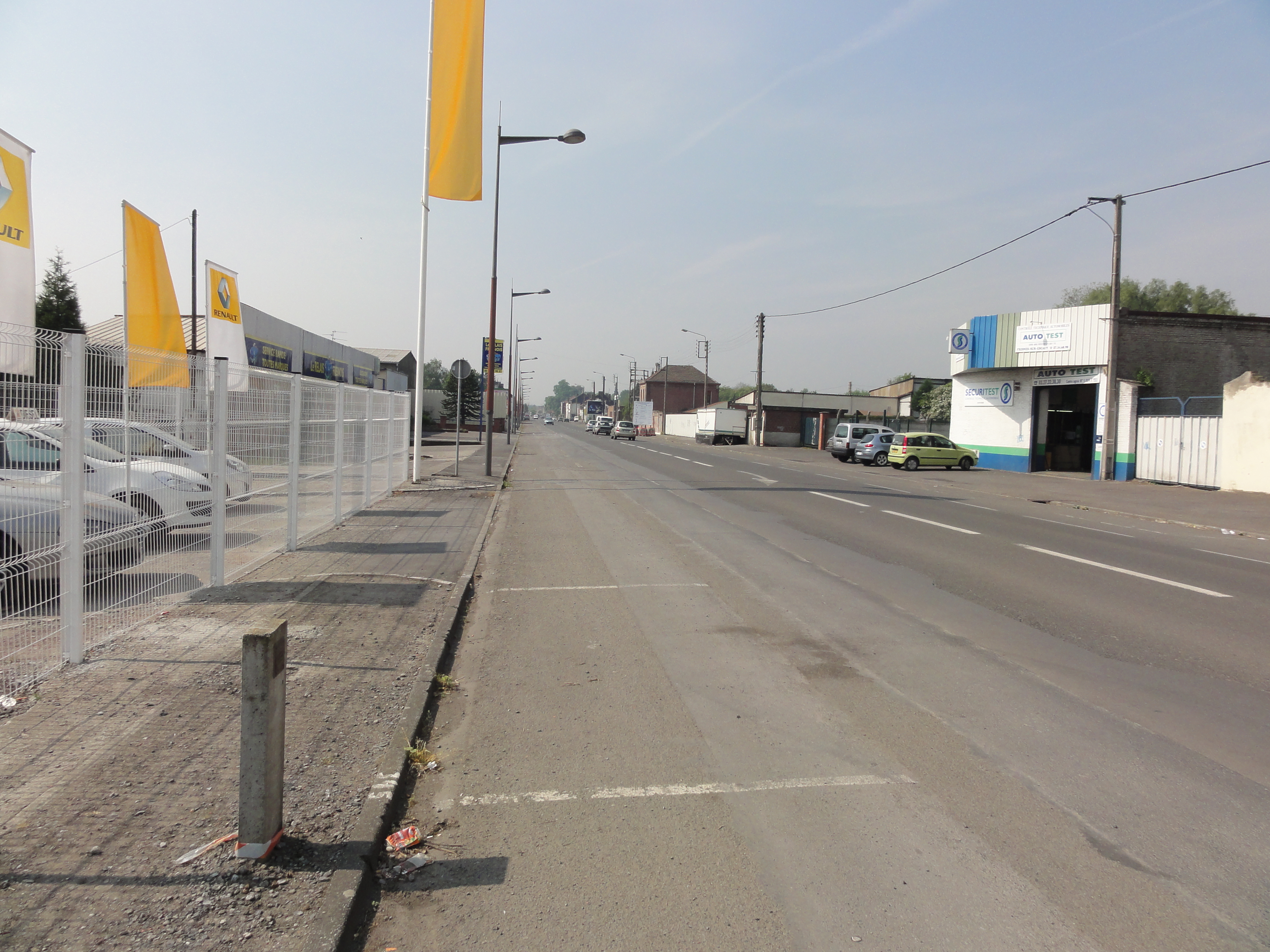
La borne dans son environnement.